# 我孫子新田
我孫子新田（あびこしんでん）は、千葉県我孫子市の大字。郵便番号270-1155。

## 地理
北は白山、北東は緑、東は若松、南は大井新田、西は根戸新田に隣接している。飛び地は北は我孫子、東は高野山新田、南は柏市箕輪新田、西は若松、北西は寿に隣接している。

## 世帯数と人口
2017年（平成29年）4月1日現在の世帯数と人口は以下の通りである。
| 大字       | 世帯数 | 人口 |
| ---------- | ------ | ---- |
| 我孫子新田 | 23世帯 | 50人 |

## 小・中学校の学区
市立小・中学校に通う場合、学区は以下の通りとなる。
| 地域 | 小学校                     | 中学校               |
| ---- | -------------------------- | -------------------- |
| 全域 | 我孫子市立我孫子第四小学校 | 我孫子市立白山中学校 |

## 施設
- 我孫子手賀沼漁協
- 手賀沼公園
- 千葉県手賀沼親水公園